# Typhlacontias gracilis
Espèce
Typhlacontias gracilis est une espèce de sauriens de la famille des Scincidae.

## Répartition
Cette espèce se rencontre dans le nord de la Namibie, dans le nord-ouest du Zimbabwe, dans le nord du Botswana, dans le sud-est de l'Angola et dans l'ouest de la Zambie.

## Étymologie
Son nom d'espèce, du latin gracilis, « fin », lui a été donné en référence à sa morphologie.

## Publication originale
- Roux, 1907 : Sur quelques reptiles sud-africains. Revue suisse de zoologie, vol. 15, p. 75-86 (texte intégral).